# نشانه فرانک

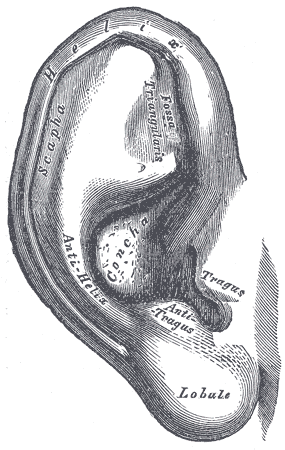
آناتومی گوش طبیعی

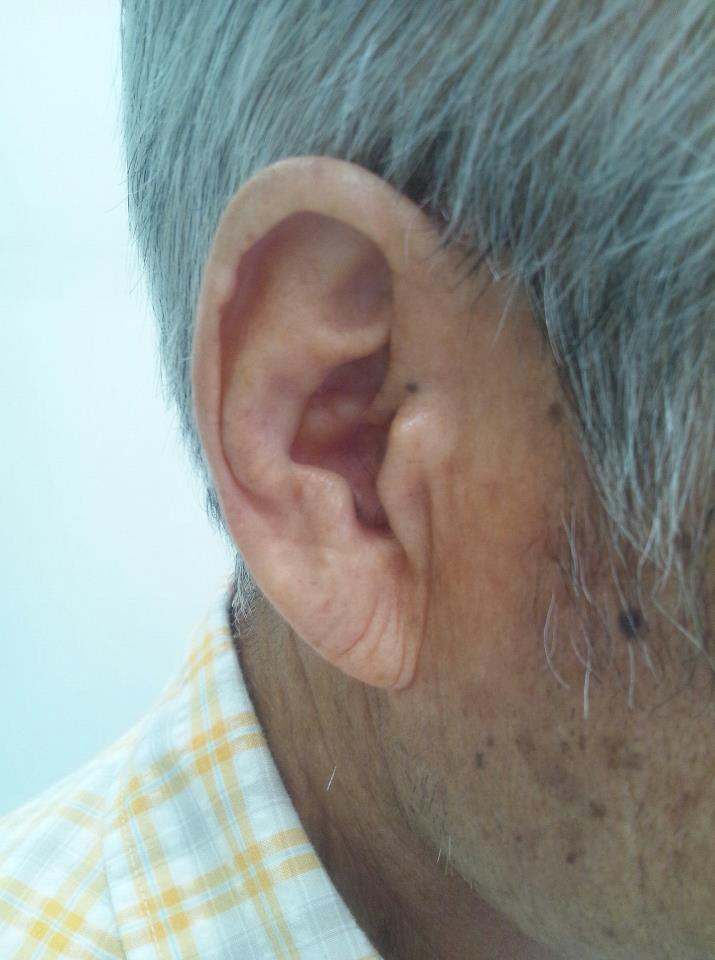
شیارهای لاله گوش در یک بیمار ژاپنی مبتلا به آنژین صدری دیده می‌شود

نشانهٔ فرانک یک چین مورب در لاله گوش است که از تراگوس در سرتاسر لاله به لبه پشت لاله گوش کشیده می‌شود. این نشانه به نام سندرس تی. فرانک نامگذاری شده است.
فرض بر این است که نشانهٔ فرانک نشان دهنده بیماری قلبی عروقی است و / یا دیابت. برخی مطالعات نشانهٔ فرانک را به عنوان نشانگر بیماری قلبی عروقی توصیف کرده اما با شدت بیماری مرتبط نیستند. در مقابل، مطالعات دیگر ارتباط بین نشانهٔ فرانک و بیماری عروق کرونر در بیماران دیابتی رد کرده‌اند. مواردی از نشانهٔ فرانک نیز در تشخیص سکته مغزی گزارش شده است.  پیوند بین نشانهٔ فرانک و پیری زودرس و از دست دادن الیاف پوست و عروقی نیز فرض شده است. در برخی از مطالعات بر روی چین دو طرفه لاله گوش توجه شده است.
- درجه ۳ - یک چین عمیق در سراسر لاله گوش [نیازمند منبع]
- درجه 2b - وجود چین در بیش از نیمه لاله گوش [نیازمند منبع]
- درجه 2a - چین سطحی در طول لاله گوش [نیازمند منبع]
- درجه ۱ - مقدار کمی چروک بر روی لاله گوش [نیازمند منبع]

## افراد شاخص با نشانهٔ فرانک[نیازمند منبع]
- دیک ون دیک[۹]
- جورج دبلیو بوش[۱۰]
- بارنی فرانک
- مل گیبسون
- هادریان
- استیون اسپیلبرگ
- لخ ولزا
- نارندرا مودی
- تام کروز
- پیره مورگان
- جان تراولتا
- آنتونی کامیا
- لوئیس تارو